# Solbach
Solbach je občina v departmaju Bas-Rhin francoske regije Alzacija.
Leta 2010 je v občini živelo 109 oseb oz. 39 oseb/km².